# Р-47 (ракетный катер)
Р-47 «Тамбовский комсомолец» (бортовой номер 819) — большой ракетный катер проекта 12411, предназначенный для уничтожения боевых надводных кораблей противника, десантных и транспортных средств и судов в море, пунктах базирования, морских группировок и их прикрытия, а также для прикрытия своих кораблей и судов от надводных и воздушных угроз.

## Строительство
Катер Р-47, заводской номер 206, заложен 2 июня 1983 года на Средне-Невском ССЗ. Спущен на воду 21 августа 1986 года. Вступил в строй 13 февраля 1987 года. Катер принят в состав 197 дивизиона ракетных катеров.
С 1989 г. был переименован в «Тамбовский комсомолец». 15 февраля 1992 года возвращено старое наименование — «Р-47».

## Служба
С 18 ноября 1993 года по декабрь 2016 года ракетный катер «Р-47» входил в состав Первого гвардейского дивизиона ракетных катеров 36-й Краснознаменной ордена Нахимова I степени бригады ракетных катеров Балтийской военно-морской базы Балтийского флота.

«Для сохранения боевых традиций воинских частей и памяти об их боевых заслугах, переформировать управление 1-го отдельного дивизиона ракетных катеров и управление 197 дивизиона ракетных катеров в управление 1-го Гвардейского дивизиона ракетных катеров» — Директива Начальника Генерального Штаба ВМФ РФ № 730/1/0984 от 18.11.1993 г.
С декабря 2016 года входит в состав 13 бригады строящихся и ремонтирующихся корабле и подводных лодок. Спланировано восстановление ракетного катера «Р-47» в качестве музея парка «Патриот» в городе Кронштадт.
За 30 лет службы катер принял участие в 30-ти сбор-походах кораблей Балтийского флота, выполнил несколько десятков боевых упражнений артиллерийскими комплексами, средствами радиоэлектронной борьбы, переносными зенитно-ракетными комплексами, выполнил 6 ракетных пусков ракетным комплексом «Москит», выполнил первый в СССР совместный ракетный пуск с рка «Заречный», отстоял более 45 боевых дежурств в составе дежурных сил Балтийского флота, прошёл более 15 тысяч миль.
По данным на конец 2019 года, выведен из состава флота.
По данным на конец 2021 года, катер превращен в музей.
Катер принимал участия в учениях:
- 1999 год — Учения «Запад-99»
- 2003 год — Международные учения ВМС «Балтопс-2003»
- 2004 год — Международные учения ВМС «Балтопс-2004»
- 2005 год — Международные учения ВМС «Балтопс-2005»
- 2008 год — Международные учения «Балтопс-2008»
- 2009 год — Учения «Запад-2009»
- 2013 год — Учения «Запад-2013»

Посещение высшим командным составом вооруженных сил:
- сентябрь 1990 года — Министр Обороны СССР маршал Советского Союза Язов, Дмитрий Тимофеевич.
- февраль 1993 года — Министр Обороны Российской Федерации маршал Грачев, Павел Сергеевич.
- февраль 1993 года — Главнокомандующий Военно-морским флотом России адмирал Громов, Феликс Николаевич.

## Командиры ракетного катера
| 1  | Капитан-лейтенант | Велюханов Николай Петрович        | 23.03.1986-24.06.1989 |
| 2  | Капитан 3 ранга   | Чирков Виктор Анатольевич         | 24.06.1989-18.10.1989 |
| 3  | Старший лейтенант | Сурмилов Сергей Анатольевич       | 18.10.1989-14.09.1992 |
| 4  | Старший лейтенант | Бондарь Виталий Юрьевич           | 08.10.1992-25.08.1994 |
| 5  | Капитан-лейтенант | Гладкий Сергей Витальевич         | 20.09.1994-17.10.2000 |
| 6  | Капитан-лейтенант | Чернявский Александр Владимирович | 17.10.2000-28.08.2004 |
| 7  | Капитан-лейтенант | Поляков Андрей Сергеевич          | 28.08.2004-19.06.2006 |
| 8  | Капитан-лейтенант | Соломин Александр Георгиевич      | 19.09.2006-02.09.2011 |
| 9  | Капитан-лейтенант | Дмитриенко Иван Сергеевич         | 02.09.2011-06.04.2012 |
| 10 | Капитан 3 ранга   | Зиненко Леонид Васильевич         | 06.04.2012-14.02.2015 |
| 11 | Капитан 3 ранга   | Сокол Александр Сергеевич         | 14.02.2015-01.10.2016 |
| 12 | Старший лейтенант | Скорочкин Дмитрий Константинович  | 01.10.2016-30.11.2020 |
| 13 | Мичман            | Осипов Дмитрий Владимирович       | 01.12.2020- н.в.      |